# Nederland op het Eurovisiesongfestival 1976

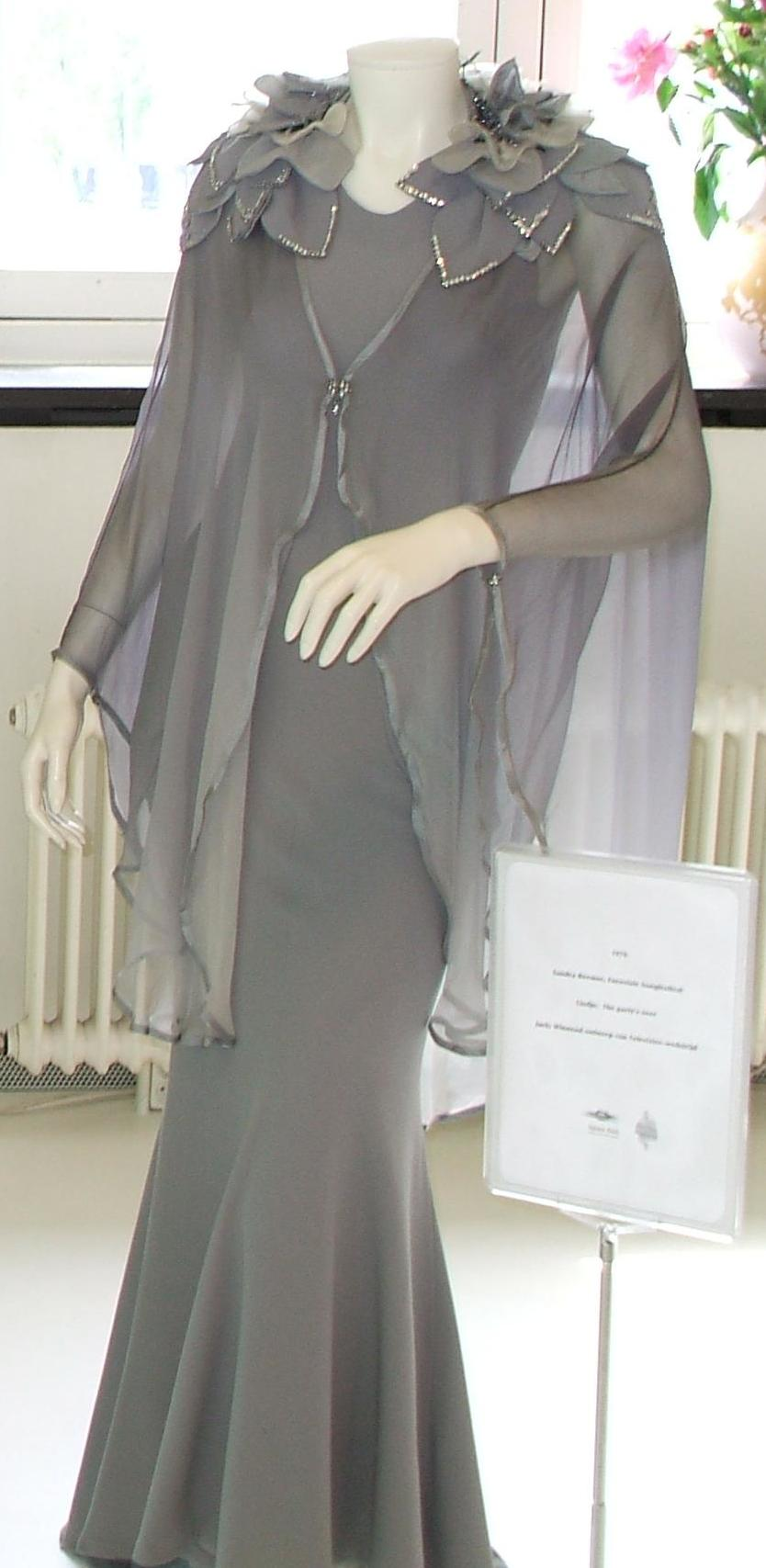
Jurk ontworpen door Paul van Gorcum gedragen door Sandra Reemer tijdens haar optreden op het Eurovisie Songfestival.

Nederland nam deel aan het Eurovisiesongfestival 1976 en was het gastland van deze editie. Het was de 21ste deelname van Nederland aan het Eurovisiesongfestival. De NOS was verantwoordelijk voor de Nederlandse bijdrage.

## Selectieprocedure
Het Nationaal Songfestival werd gehouden op 18 februari 1976 in Den Haag en werd gepresenteerd door Willem Duys. Vijf liedjes namen deel aan deze nationale finale. De winnaar werd gekozen door 11 regionale jury's die elk 10 punten mochten verdelen over de liedjes.
| Volgorde | Artiest           | Lied                       | Punten | Plaats |
| -------- | ----------------- | -------------------------- | ------ | ------ |
| 1        | Spooky & Sue      | Do you dig it              | 5      | 5      |
| 2        | Bolland & Bolland | Souvenir                   | 30     | 2      |
| 3        | Sandra Reemer     | The party's over           | 35     | 1      |
| 4        | Rosy & Andres     | I was born to love         | 17     | 4      |
| 5        | Lucifer           | Someone is waiting for you | 23     | 3      |

## In Den Haag
Als winnaar van het Eurovisiesongfestival 1975 kreeg Nederland de organisatie van 1976 toegewezen. Het songfestival vond op 3 april 1976 plaats in het Congresgebouw in Den Haag.
Nederlands eigen inzending was Sandra Reemer, met in haar achtergrondkoor onder anderen Anita Meyer. Reemer, gekleed in een jurk van Paul van Gorcum, mocht als achtste aantreden, voorafgegaan door Ierland en gevolgd door Noorwegen. Op het einde van de puntentelling bleek dat Sandra Reemer op de negende plaats was geëindigd met een totaal van 56 punten.

### Gekregen punten
| 12 punten     | 10 punten                                                   | 8 punten | 7 punten                    | 6 punten    |
| ------------- | ----------------------------------------------------------- | -------- | --------------------------- | ----------- |
|               |                                                             | - Israël | - Griekenland               | - Portugal  |
| 5 punten      | 4 punten                                                    | 3 punten | 2 punten                    | 1 punt      |
| - Joegoslavië | - België - Duitsland - Luxemburg - Oostenrijk - Zwitserland | - Spanje | - Ierland - Italië - Monaco | - Noorwegen |

### Punten gegeven door Nederland
Punten gegeven in de finale:
| 12 punten | Frankrijk           |
| 10 punten | Verenigd Koninkrijk |
| 8 punten  | Monaco              |
| 7 punten  | Oostenrijk          |
| 6 punten  | Zwitserland         |
| 5 punten  | Luxemburg           |
| 4 punten  | België              |
| 3 punten  | Noorwegen           |
| 2 punten  | Israël              |
| 1 punt    | Finland             |

## Foto's

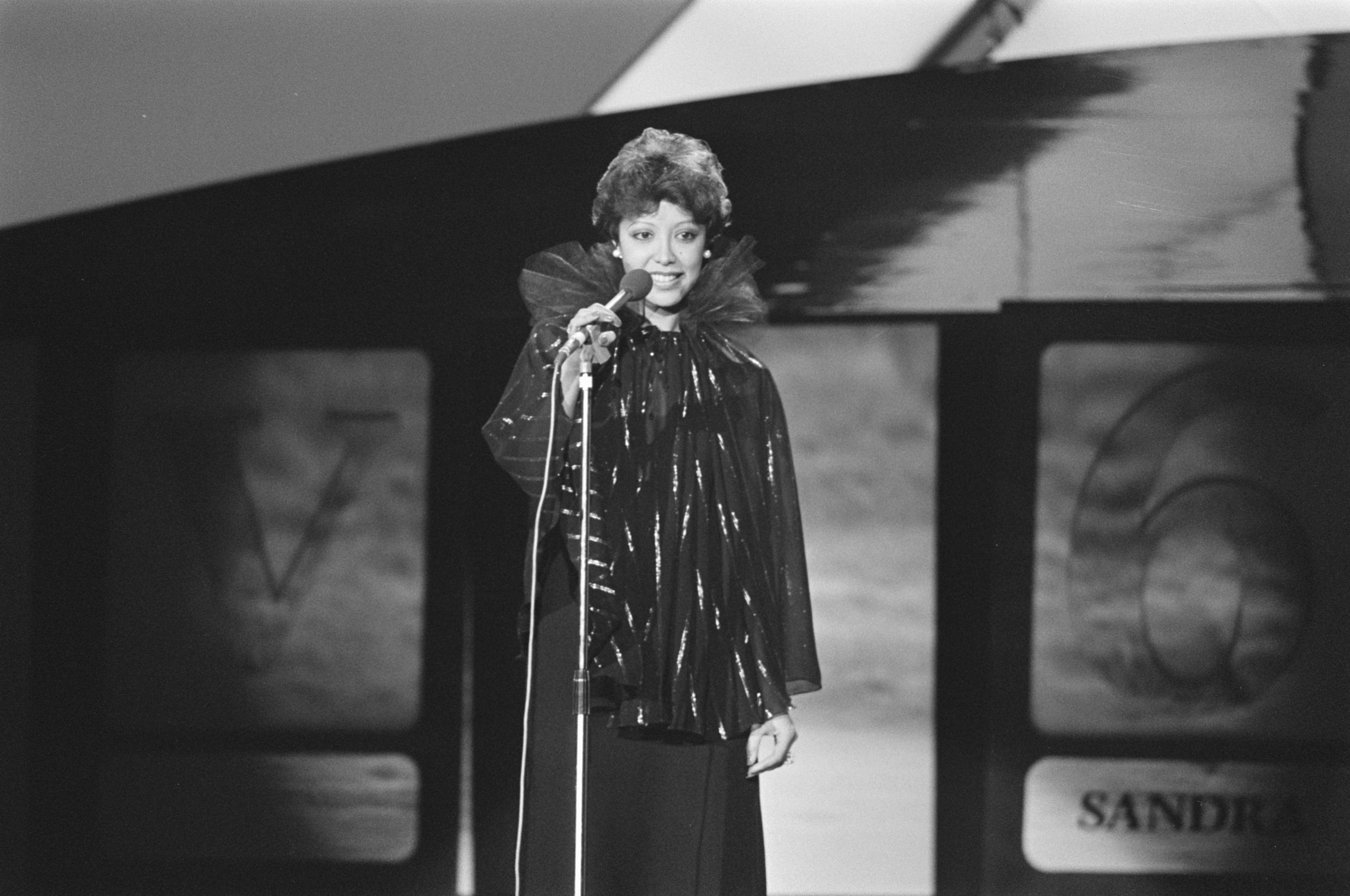
Sandra Reemer tijdens het Nationaal Songfestival.
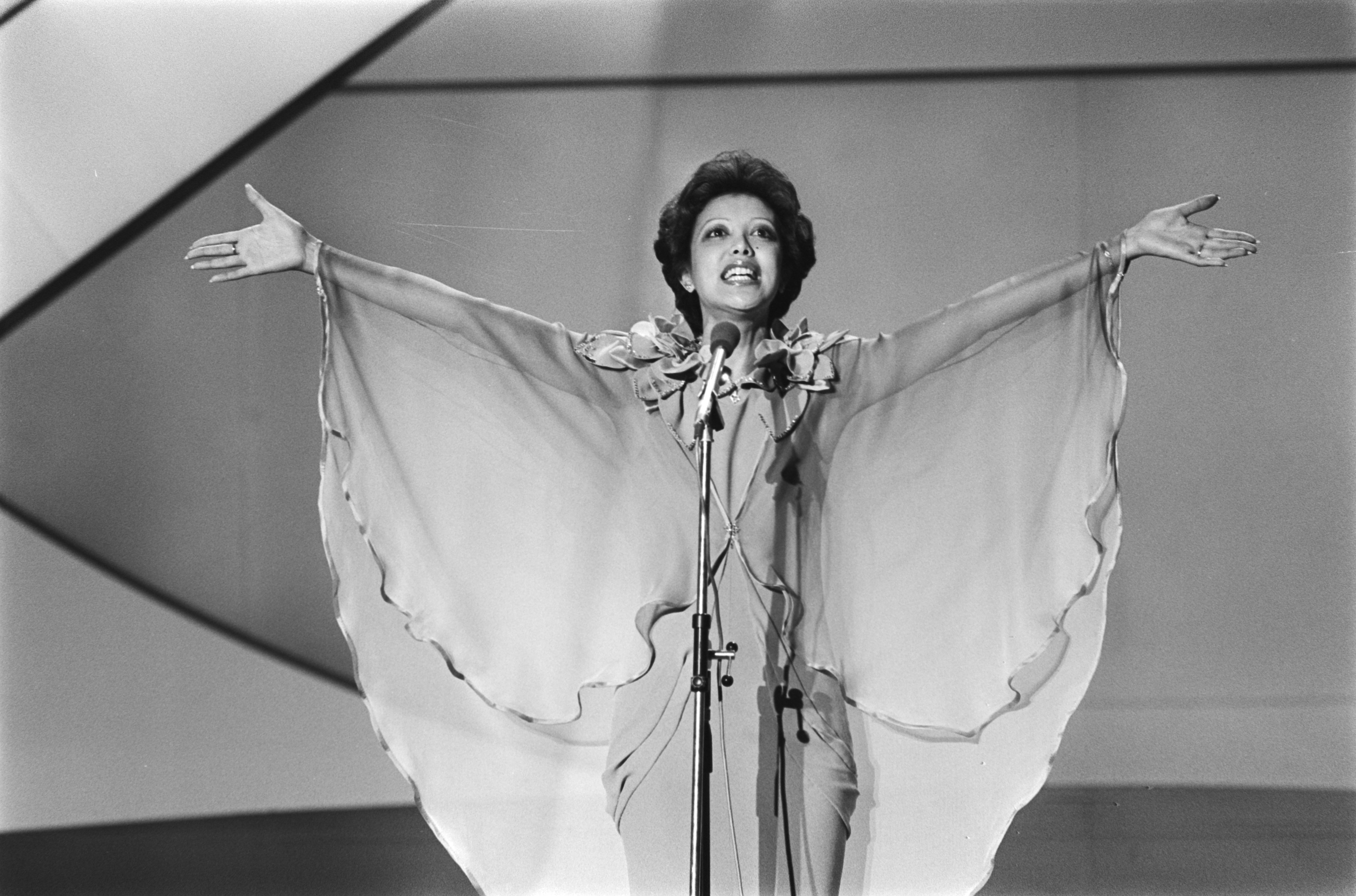
Sandra Reemer tijdens haar optreden op het Eurovisie Songfestival.
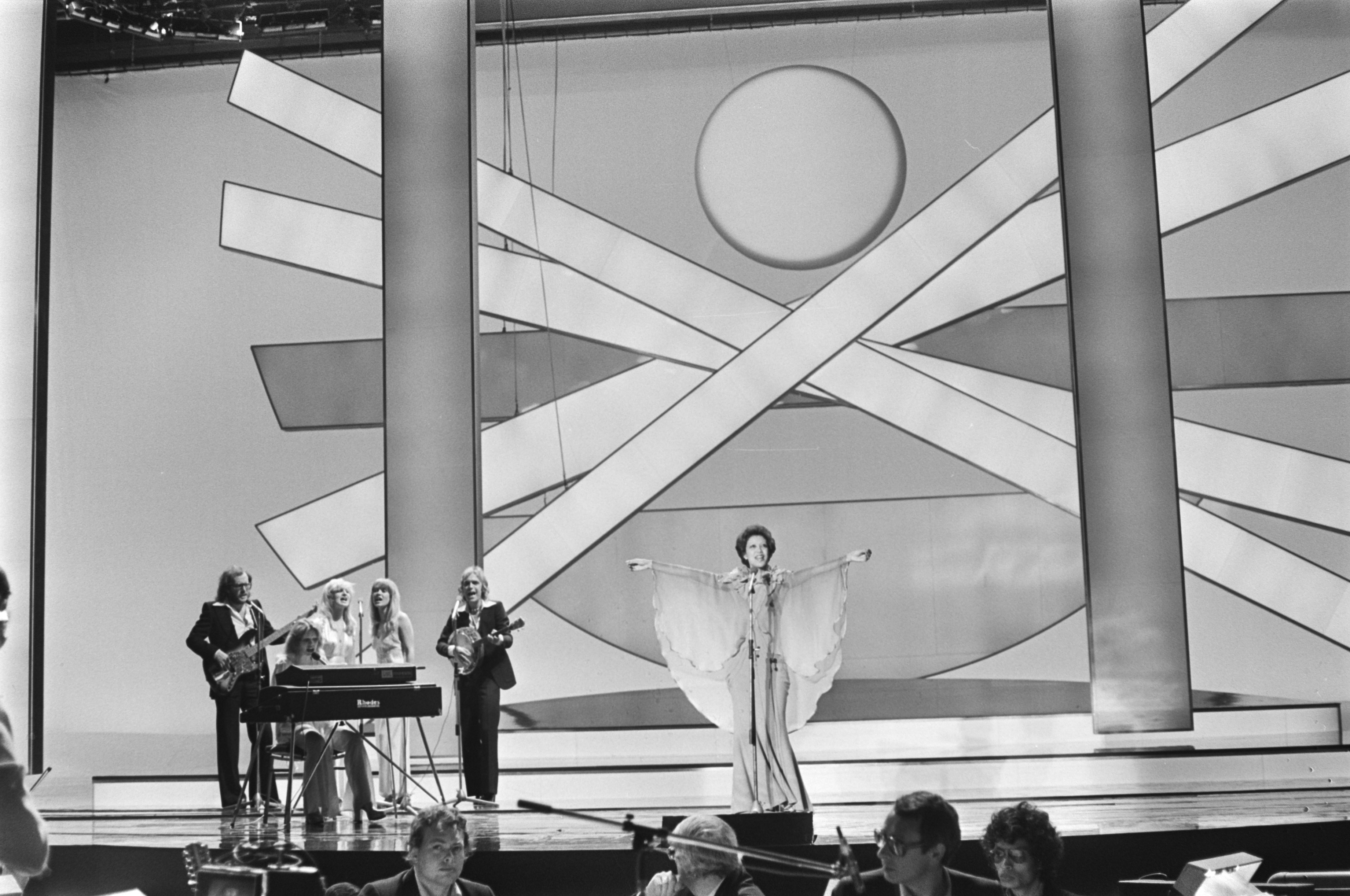
Sandra Reemer op het Eurovisie Songfestival podium.
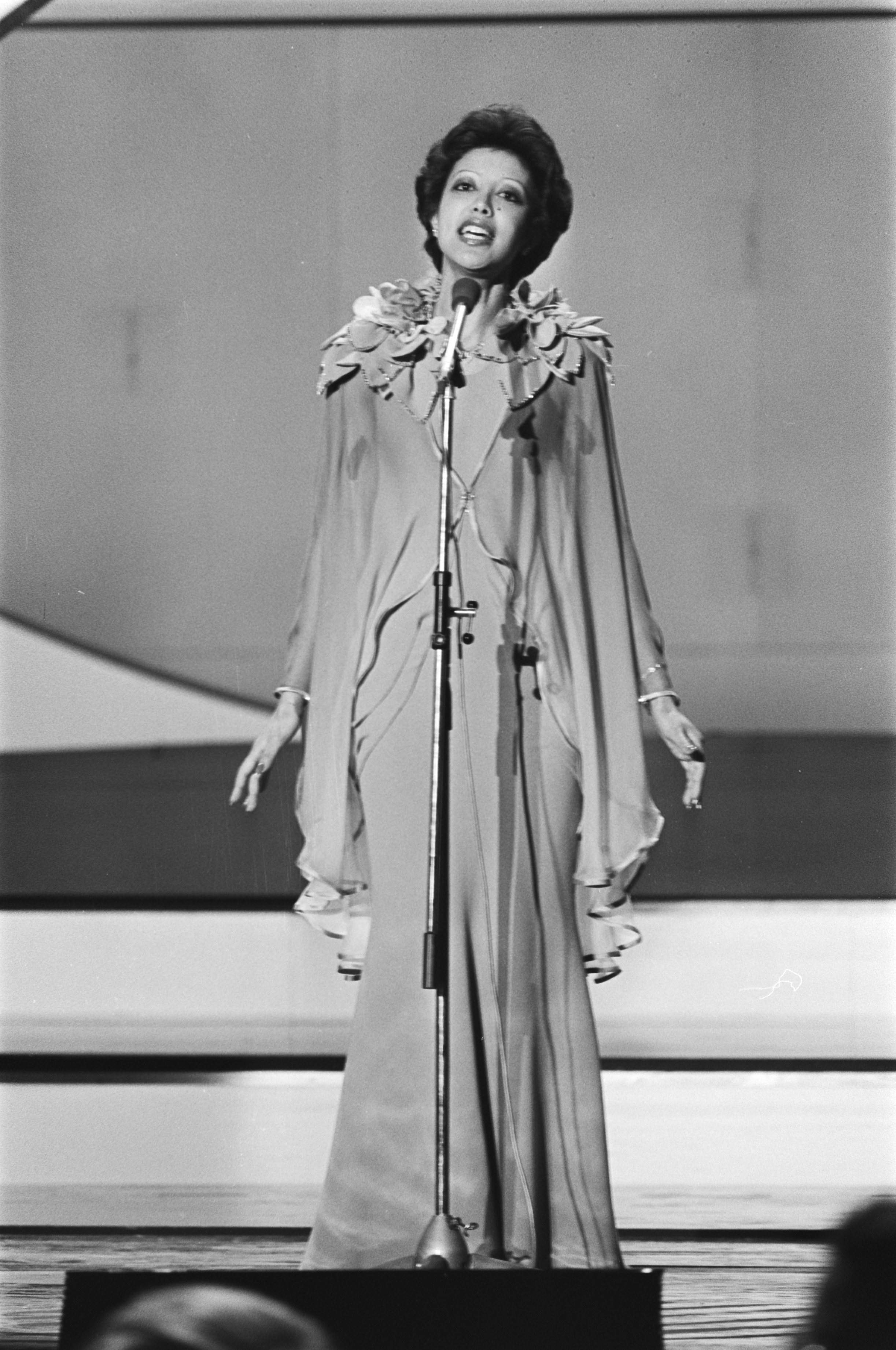
Sandra Reemer tijdens haar optreden op het Eurovisie Songfestival
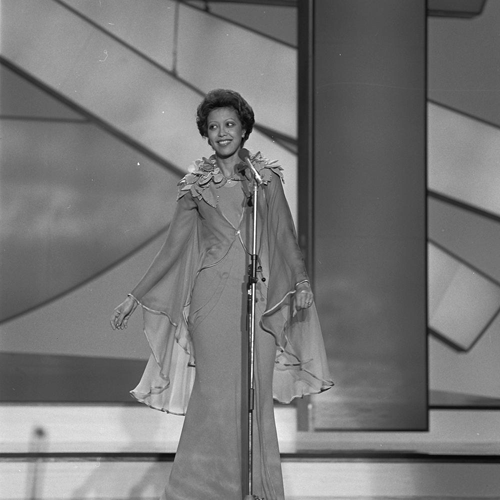
Sandra Reemer op het Eurovisie Songfestival.
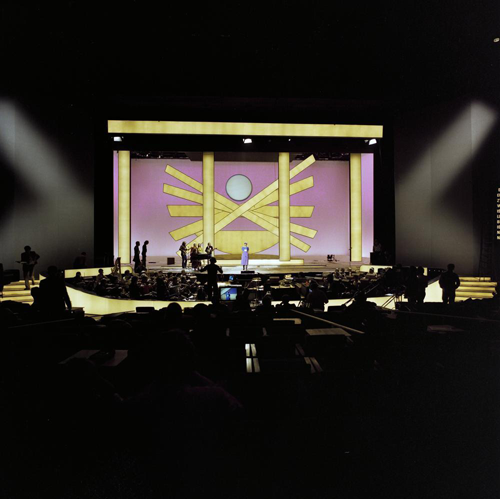
Podium impressie

1956 · 1957 · 1958 · 1959 · 1960 · 1961 · 1962 · 1963 · 1964 · 1965 · 1966 · 1967 · 1968 · 1969 · 1970 · 1971 · 1972 · 1973 · 1974 · 1975 · 1976 · 1977 · 1978 · 1979 · 1980 · 1981 · 1982 · 1983 · 1984 · 1985 · 1986 · 1987 · 1988 · 1989 · 1990 · 1991 · 1992 · 1993 · 1994 · 1995 · 1996 · 1997 · 1998 · 1999 · 2000 · 2001 · 2002 · 2003 · 2004 · 2005 · 2006 · 2007 · 2008 · 2009 · 2010 · 2011 · 2012 · 2013 · 2014 · 2015 · 2016 · 2017 · 2018 · 2019 · 2020 · 2021 · 2022 · 2023 · 2024 · 2025
België · Duitsland · Finland · Frankrijk · Griekenland · Ierland · Israël · Italië · Joegoslavië · Luxemburg · Monaco · Nederland · Noorwegen · Oostenrijk · Portugal · Spanje · Verenigd Koninkrijk · Zwitserland